# Oskar Petersson (nykterhetskämpe)
Johan Oskar Leonard Petersson, född 4 juli 1850 i Stettin, död 1 maj 1911 i Stockholm, var en svensk nykterhetsaktivist.
Oskar Petersson var son till sjökaptenen Samuel Wilhelm Petersson. Efter mogenhetsexamen i Gävle 1869 inskrevs Petersson samma år vid Uppsala universitet. 1873 avbröt han på grund av meningsskiljaktigheter med en professor sina teologiska studier och flyttade till Gävle, där han gav privatlektioner och även under ett par år var biträde på stadsfiskalkontoret. Sin livsuppgift fann Petersson i nykterhetsrörelsen. Han inträdde 1883 i Godtemplarorden och blev 1884 distriktstemplar i Gävle distrikt av IOGT. 1887–1888 redigerade Petersson nykterhetstidskriften Framtiden i Gävle. 1888 blev han Godtemplarordens sekreterare, vilken befattning han innehade till 1900. 1902–1905 var han redaktör för Sollefteå-Bladet och 1905–1908 revisor i Sveriges storloge av IOGT. Petersson organiserade även 1909 års folkomröstning rörande allmänt rusdrycksförbud och utgav 1910 Redogörelse för förbudsomröstningen 1909–1910. Petersson utgav ett flertal skrifter i nykterhetsfrågor, såsom Göteborgssystemet. En studie (1897), Goodtemplarordens i Sverige historia (1901–1903 med Tillägg... 1904) och Dryckesseder i Sverige (1–2, 1910).